# 알렉스넷
알렉스넷(AlexNet)은 알렉스 크리제프스키가 일리야 수츠케버 및 토론토 대학의 크리제프스키의 박사 학위 고문이었던 제프리 힌턴과 공동으로 설계한 CNN(컨볼루션 신경망) 아키텍처의 이름이다.
알렉스넷은 2012년 9월 30일 이미지넷 대규모 시각적 인식 챌린지에서 경쟁했다. 네트워크는 2위보다 10.8% 포인트 이상 낮은 15.3%의 상위 5개 오류를 달성했다. 원본 논문의 주요 결과는 모델의 깊이가 고성능을 위해 필수적이라는 것이었다. 이는 계산 비용이 많이 들지만 훈련 중 그래픽 처리 장치(GPU)를 활용하여 가능해졌다.

## 영향
알렉스넷은 컴퓨터 비전 분야에서 발표된 가장 영향력 있는 논문 중 하나로 간주되며 딥 러닝을 가속화하기 위해 CNN과 GPU를 사용하여 더 많은 논문을 발표하는 데 박차를 가했다. 구글 스콜라에 따르면 2023년 초 기준 알렉스넷 논문은 120,000회 이상 인용되었다.